# Disselhof
Disselhof is een historisch Nederlands scootermerk, gevestigd in Zwolle, dat vanaf 1956 150cc-scooters met ILO-motor maakte.